# کبک ماداگاسکار
کبک ماداگاسکار (نام علمی: Margaroperdix madagarensis) نام یک گونه از زیرخانواده کبکیان است که تنها در ماداگاسکار یافت می‌شود. زیستگاه طبیعی آن جنگل‌های گرمسیری یا نیمه گرمسیری مرطوب است.